# 1er thermidor
1er messidor 1er fructidor
Le primidi 1er thermidor, officiellement dénommé jour de l'épeautre, est le 301e jour de l'année du calendrier républicain.
C'était généralement le 19e jour du mois de juillet dans le calendrier grégorien.